# Moucherolle rougequeue
Terenotriccus erythrurus
Genre
Espèce
Répartition géographique
Statut de conservation UICN

 LC  : Préoccupation mineure
Le Moucherolle rougequeue (Terenotriccus erythrurus) ou Barbichon rougequeue, est une espèce de passereaux appartenant à la famille des Onychorhynchidae.

## Répartition
Son aire s'étend à travers l'est de l'Amérique centrale, le Panama El Chocó, le nord de la Colombie et du Venezuela et l'Amazonie.

## Sous-espèces
D'après la classification de référence (version 7.2, 2017) du Congrès ornithologique international, cette espèce est constituée des huit sous-espèces suivantes (ordre phylogénique) :
- Terenotriccus erythrurus fulvigularis (Salvin & Godman, 1889) ;
- Terenotriccus erythrurus signatus JT Zimmer, 1939 ;
- Terenotriccus erythrurus venezuelensis JT Zimmer, 1939 ;
- Terenotriccus erythrurus erythrurus (Cabanis, 1847) – plateau des Guyanes ;
- Terenotriccus erythrurus hellmayri (E Snethlage, 1907) ;
- Terenotriccus erythrurus purusianus (Parkes & Panza, 1993) ;
- Terenotriccus erythrurus amazonus JT Zimmer, 1939 ;
- Terenotriccus erythrurus brunneifrons Hellmayr, 1927.